# Мона (остров)
Остров Мона (англ. Mona Island, исп. Isla de Mona) — остров, расположенный в проливе Мона Карибского моря в Атлантическом океане между островами Пуэрто-Рико и Гаити.

## География
Площадь приблизительно 57 км². Находится в 66 км к западу от Пуэрто-Рико, является его административной частью.